# Epidesmia
Epidesmia is een geslacht van vlinders van de familie spanners (Geometridae), uit de onderfamilie Oenochrominae.

## Soorten
- E. brachygrammella Lower, 1893
- E. perfabricata Walker, 1861
- E. phoenicina Turner, 1929
- E. reservata Walker, 1861